# Katharinengang

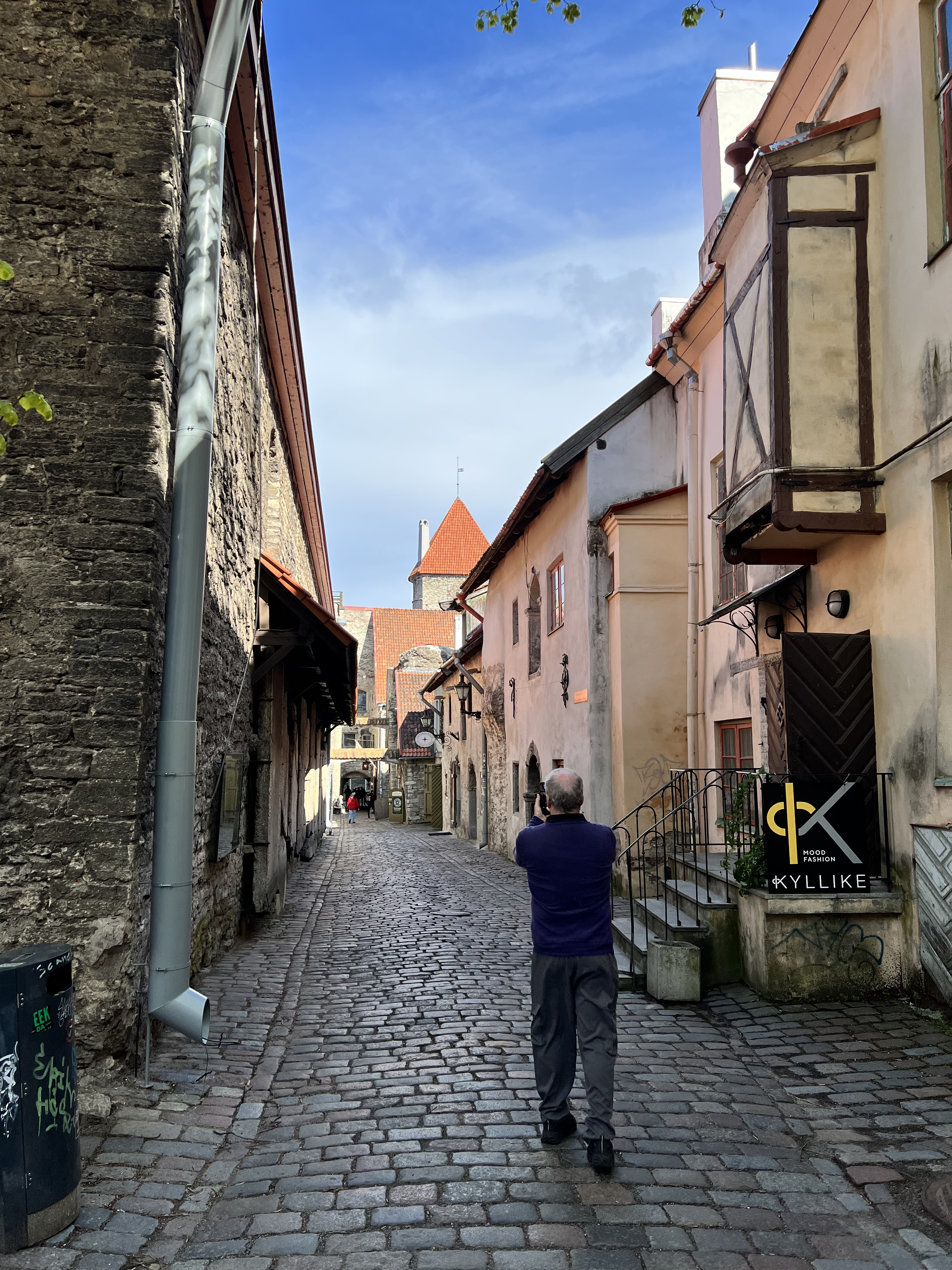
Katharinengang, Blick nach Osten

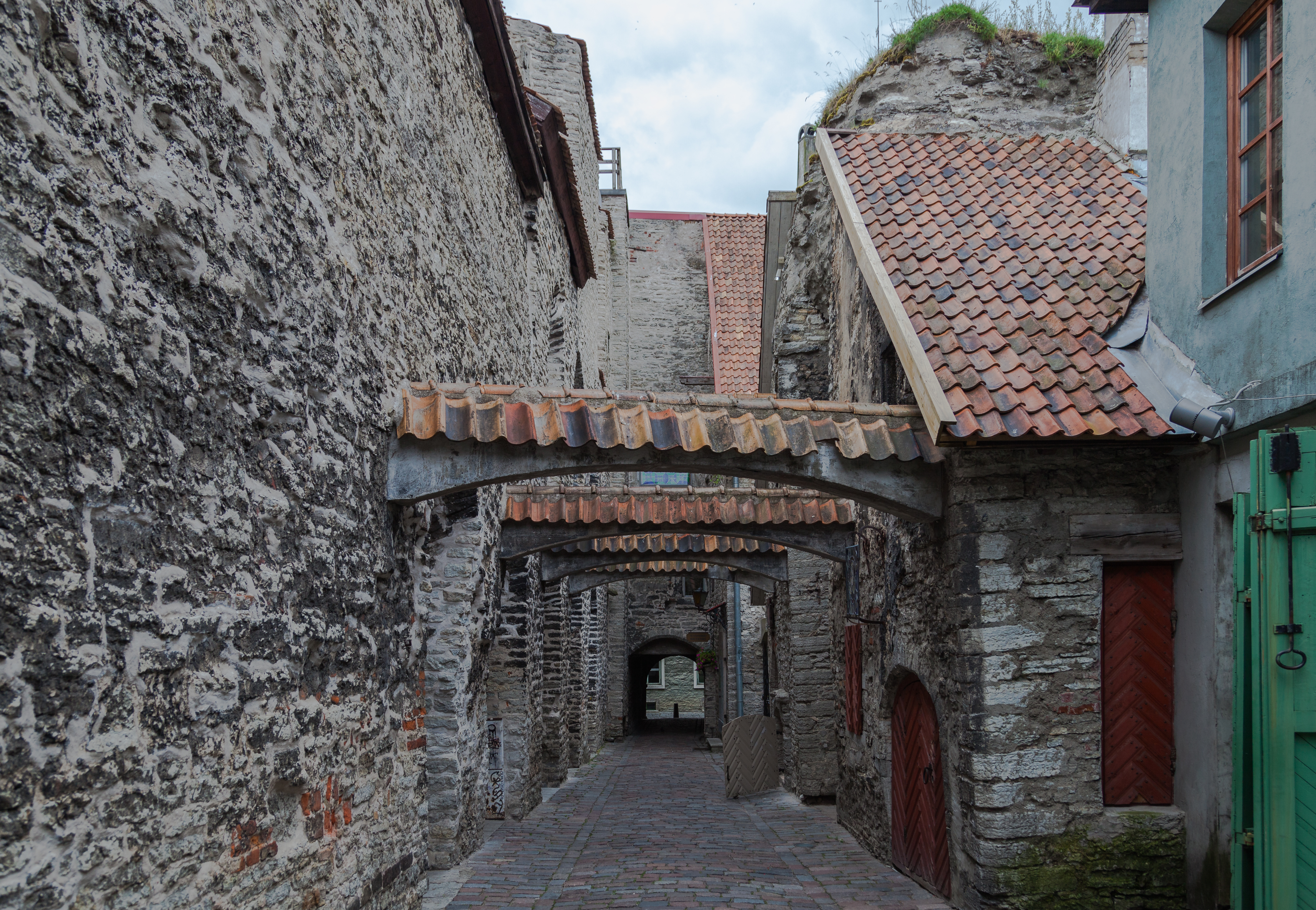
Katharinengang

Der Katharinengang (estnisch Katariina käik) ist eine Gasse in der estnischen Hauptstadt Tallinn (deutsch Reval). 

## Lage
Sie befindet sich in der historischen Revaler Altstadt und verbindet die Rußstraße (estnisch: Vene) im Westen mit der Mauerstraße (Müürivahe) im Osten. Der Katharinengang verläuft an der Südseite des Sankt-Katharinen-Klosters entlang.

## Architektur und Geschichte
Markant für die Gasse sind die sie überspannenden Querstreben. Sie dienten ursprünglich zur Stabilisierung der an den Seiten befindlichen, in die Gasse vorkragenden Häuser. Die dort heute erhaltenen Wohnhäuser stammen überwiegend aus dem 15. bis 17. Jahrhundert. Bedingt durch die Lage unmittelbar an der Südmauer des Sankt-Katharinen-Klosters war für die Gasse in der Vergangenheit auch der Name Mönchspassage gebräuchlich. An der Mauer des Klosters sind mehrere Grabplatten für Bürger Revals aus dem 14. und 15. Jahrhundert befestigt.
Die Gasse diente aufgrund ihres historischen Erscheinungsbildes wiederholt als Filmkulisse. Der Katharinengang ist ein beliebter Ort für Touristen. In mehreren Geschäften sind Läden für Souvenirs und Kunsthandwerker untergebracht.